# 하벨상

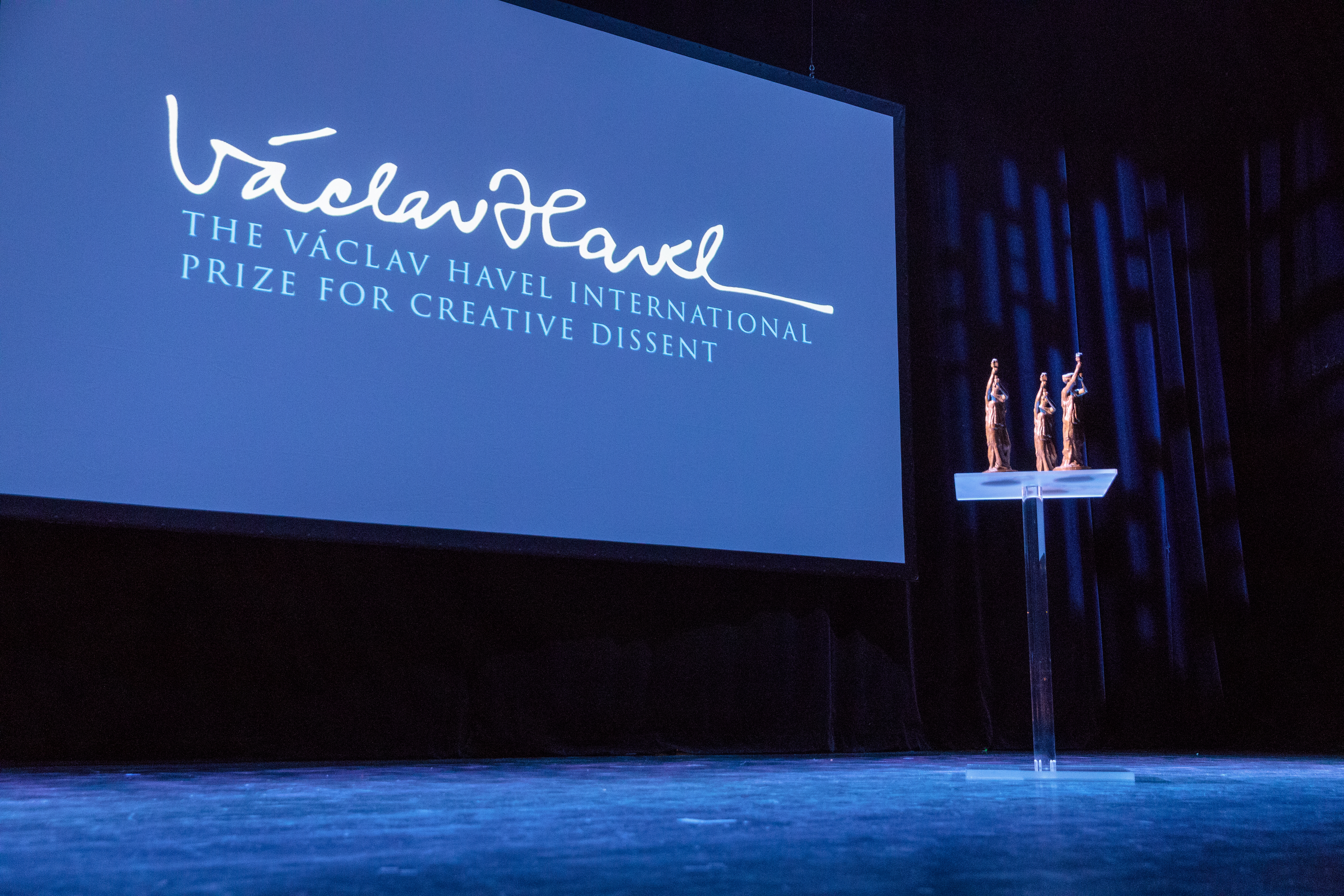

하벨상(Havel Prize) 또는 창의적 반대 운동을 위한 바츨라프 하벨상(Vaclav Havel Prize for Creative Dissent)은 1970년대 후반 체코 공산정권에 대한 반체제 운동을 이끌어 세계 민주화운동의 상징이 되었던 바츨라프 하벨 전 체코 대통령이 사망한 2011년 12월 이후 부인인 다그마 하블로바가 그의 업적을 기려 미국 뉴욕에 소재한 비영리기구로 오슬로 자유포럼을 주최하는 'Human Rights Foundation'(HRF)이 제정하여 2012년부터 시상하는 상이다. 시상식은 매년 5월 15일 노르웨이 오슬로에서 개막하는 '오슬로 자유포럼' 기간에 열린다.
2012년에는 버마 민주화운동을 이끈 아웅산 수지가 선정되었으며 2013년 5월 3일에 선정된 수상자에 시리아 만화가 알리 페르자트, 쿠바의 시민사회단체 '백의의 여성들'(Ladies in White)과 함께 "대형 풍선을 통해 전단과 DVD, 라디오, USB 등을 북한에 보내며 엄격한 통제 속에 살고 있는 북한 주민들에게 진실을 알리는 용감한 활동을 하고 있다"고 소개된 대한민국의 북한 인권 운동가 박상학이 선정되었다.